# Planície de Kanto

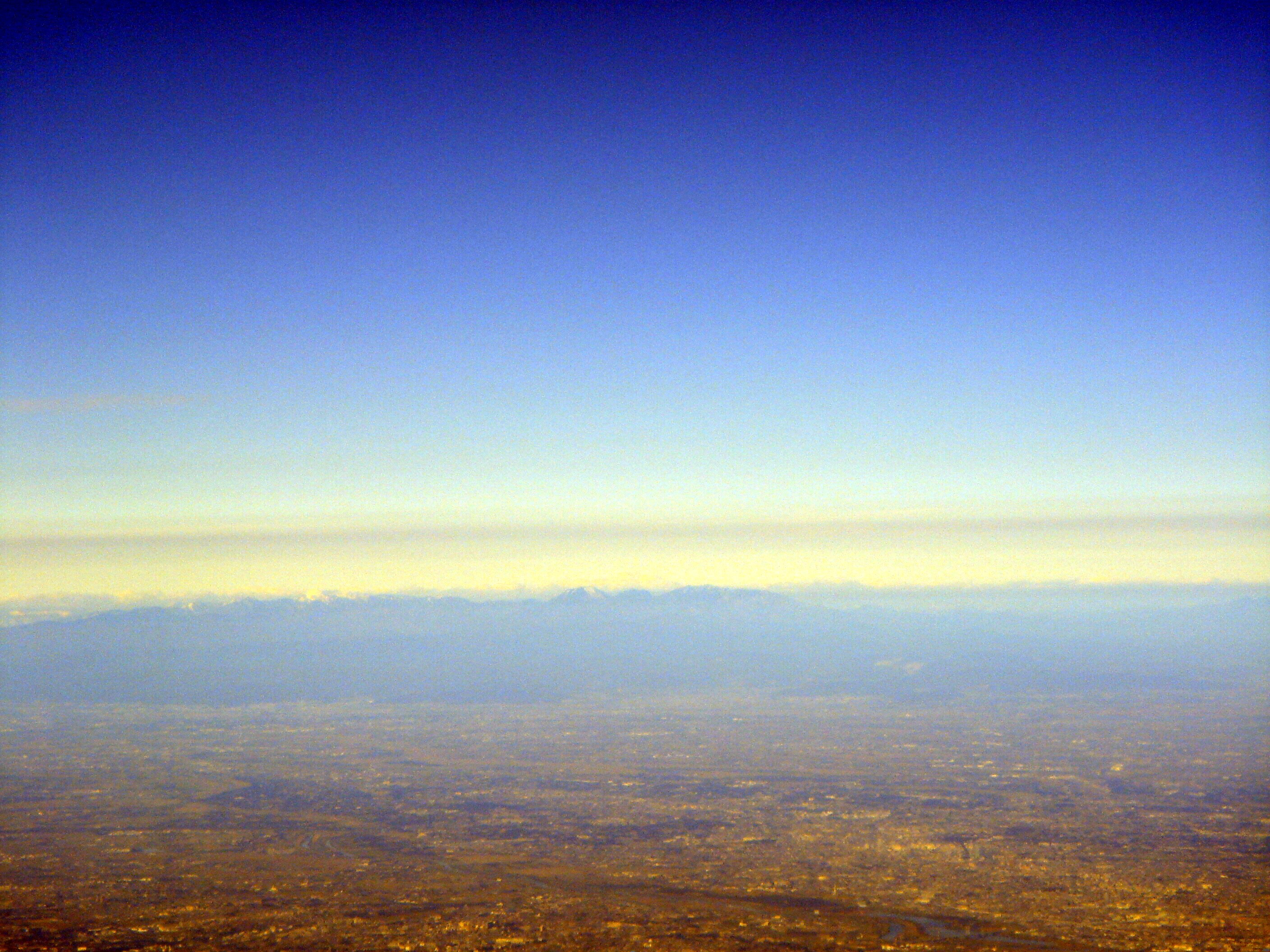
Kantō Plain

A Planície de Kanto (関東平野, Kantō heiya) é a maior planície do Japão, localizada na Região de Kanto no centro de Honshu, cobrindo uma área total de 17.000 km, abarca mais de metade da região, estendendo-se pelas províncias de Tóquio, Saitama, Kanagawa, Chiba, Gunma e Tochigi. 